# Bray-lès-Mareuil
Bray-lès-Mareuil é uma comuna francesa na região administrativa de Altos da França, no departamento de Somme. Estende-se por uma área de 5,43 km². Em 2010 a comuna tinha 246 habitantes (densidade: 45,3 hab./km²).